# Wadi Mujib

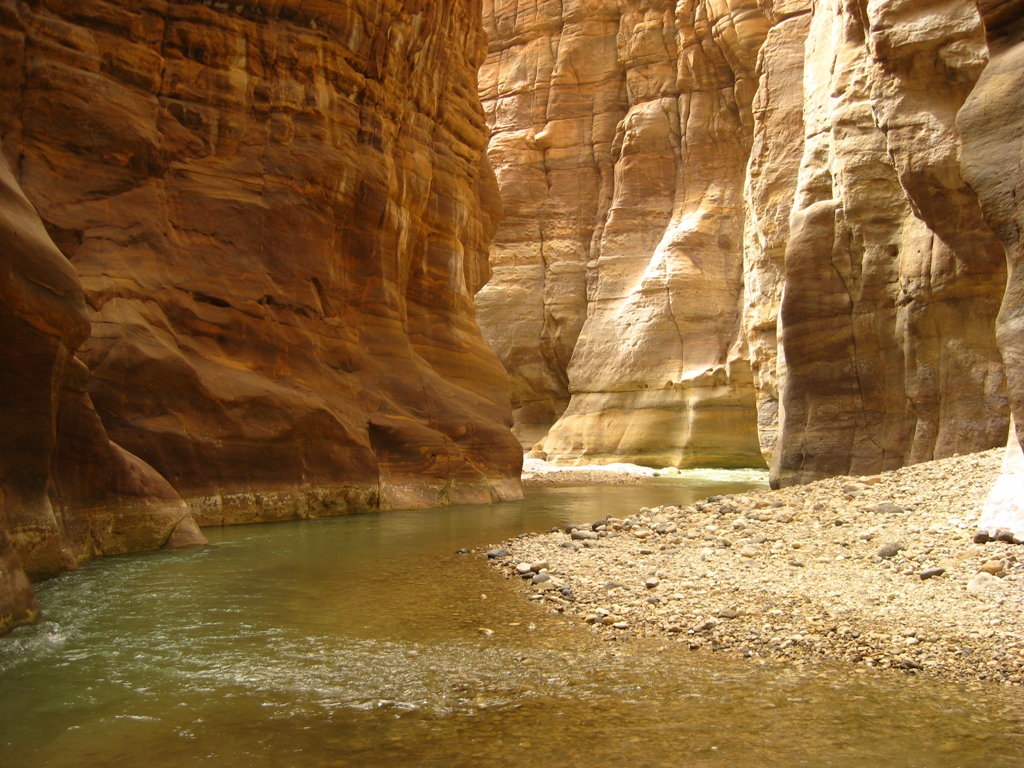
De Wadi Mujib.

Wadi Mujib, ook Arnon genoemd, is een vallei in het mid-westen van Jordanië. De Wadi Mujib-rivier mondt uit in de Dode Zee. In 1987 werd een natuurreservaat gecreëerd door de Jordaanse Royal Society for the conservation of Nature dat vooral belangrijk is voor het in stand houden en beschermen van de vogelpopulatie. Het reservaat beslaat een oppervlak van 215 vierkante kilometer. Het totale stroomgebied van de Wadi Mujib bedraagt ca. 6.660 vierkante kilometer. Het klimaat is vrij streng met koude, regenachtige winters en droge hete zomers. De gemiddelde jaarlijkse neerslag bedraagt 154 mm en varieert tussen 300 mm in het noordwesten en slechts 50 mm in het zuidwesten. Het overgrote deel van de neerslag valt in het regenseizoen van oktober tot april. De rivier heeft een vrij stabiel debiet dat afhankelijk is van het seizoen. In de zomer bedraagt dit 0,1 miljoen kubieke meter per maand  maar in de winter loopt dit op tot  1 miljoen kubieke meter per maand. Occasionele extreme regenval in de winter kan leiden tot enorme stortvloeden. In januari 1965 werd een debiet van 632 kubieke meter per seconde gemeten, omgerekend 1638 miljoen kubieke meter per maand!
De rivier mondt uit in de Dode zee op 410 meter onder zeeniveau, dat maakt van het Mujib reservaat het laagste natuurreservaat ter wereld. Het hoogteverschil tussen de bergtoppen Krak en Madaba die deel uitmaken van het reservaat en de rivierbedding bedraagt maximaal 1300m en zorgt voor bijzondere vergezichten.

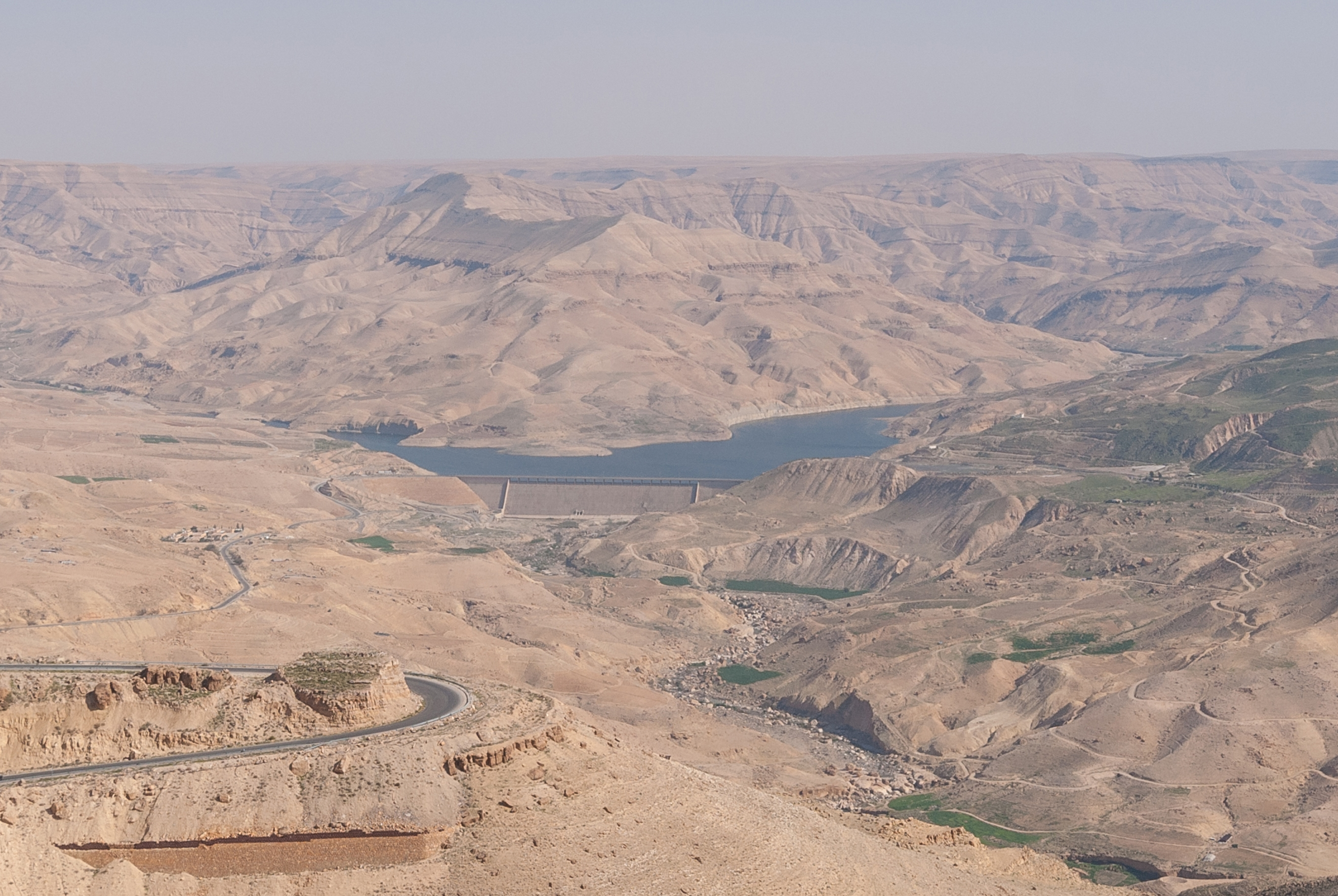
Mujib dam

In 2004 werd de rivier afgesloten met een dam, ten noorden van Al-Karak, die moet zorgen voor de waterbevoorrading in het gebied.

## Geschiedenis
De Arnon is steeds een belangrijke grens geweest en wordt verscheidene keren vermeld in de Hebreeuwse Bijbel. In verschillende Bijbelboeken wordt de Arnon genoemd als de grens, in theorie althans, tussen de Moabieten en de Amorieten voor dat het volk Israël zich gevestigd had in het Beloofde Land. Nadien zal de Arnon de grens vormen tussen het gebied van de Moabieten en de gebieden van de stam van Ruben en de stam van Gad (Deuteronomium 3:12, 16). In feite strekte het gebied van de Moabieten zich zowel ten zuiden als ten noorden van de Arnon uit. Ten noorden bijvoorbeeld vond men de Moabitische steden Aroer, Dhiban en Medeba. Zelfs onder het bewind van de Israëlische koningen Omri en zijn zoon Ahab reikte het gebied dat bezet werd door de Israëlieten niet verder zuidwaarts dan Atorath, ongeveer 15 km ten noorden van de Arnon. De stele van Mesha vermeldt op lijn 10 dat de Gadieten voordien Ataroth bezet hielden als koning Mesha de Israëlieten verdreef. Lijn 26 zegt dat de koning een weg liet aanleggen langs de Arnon. Het belang van de regio in vroegere tijden blijkt uit de talrijke ruïnes van bruggen en versterkingen die gevonden zijn in het gebied. De doorwaadbare plaatsen in de rivier werden nog vernoemd door Jesaja

## Geografie
Tijdens de laatste ijstijd lag het niveau van de Dode Zee op 180m onder het zeeniveau, wat 230 m hoger is dan vandaag. De kloven waarlangs het water werd aangevoerd raakten gevuld met sediment en veranderden in baaien. Toen de regenval in het gebied verminderde, zo een goede 20.000 jaar geleden zakte het niveau van het meer en de kloven waren gevuld met mergel waardoor het water opnieuw zijn weg moest zoeken. Maar in de Wadi Mujib vond forceerde het water een nieuwe doorgang door een zandsteen formatie. Deze zeer nauwe kloof was een flessenhals in het afwateringskanaal van een zeer groot bassin met een groot debiet. Het water verdiepte de kloof en sleet ze uit tot zijn huidige vorm.
Het huidige reservaat bestaat uit een bergachtig en rotsachtig woestijngebied met kliffen, diepe kloven en rivierdalen die door het hoge plateau (tot 800 m) snijden. De rivier wordt gevoed door bronnen die het ganse jaar door water leveren.
De hellingen van het bergachtige gebied hebben vegetatie van het steppe-type, maar er is weinig begroeiing. Op sommige plaatsen komt het grondwater aan de oppervlakte zoals bij de warme bronnen van Zara en ontstaat een uitbundige vegetatie van acacia, tamarisk, Phoenix en oleander in een moerasachtig gebied. De minder steile hellingen van het gebied worden begraasd door schapen en geiten.
De warmwaterbronnen van Hammamat Ma'in liggen aan de rand van het natuurgebied en zijn een populair toeristisch centrum.

## Vogels in de wadi Mujib
Naast de vele standvogels is het reservaat ook erg belangrijk als stopplaats voor de vele trekvogels die elk jaar opnieuw langs de riftvallei migreren tussen Afrika en Europa. Het is daarom door BirdLife International aangewezen als IBA. De volgende vogelsoorten kunnen gespot worden in de wadi Mujib:
- Lammergier (Gypaetus barbatus)
- Aasgier (Neophron percnopterus)
- Vale gier (Gyps fulvus)
- Balkansperwer (Accipiter brevipes)
- Kleine torenvalk (Falco naumanni)
- Woestijnvalk (Falco concolor)
- Arabische woestijnpatrijs (Ammoperdix heyi)
- Palestijnse bosuil (Strix butleri)
- Monnikstapuit (Oenanthe monacha)
- Zwartstaart (Cercomela/Oenanthe melanura)
- Arabische babbelaar (Turdoides squamiceps)
- Huisgors (Emberiza striolata)
- Woestijnvink (Bucanetes githagineus)
- Moabmus (Passer moabiticus)
- Tristrams spreeuw (Onychognathus tristramii)[6]

## Andere Fauna
In de Wadi Mujib zijn een aantal carnivoren terug te vinden zoals de caracal, soms ook woestijnlynx genoemd vanwege het pluimpje aan zijn oren, het is een behendige jager die zo goed kan springen dat hij vogels vangt in de vlucht. De gestreepte hyena en de Syrische wolf komen ook nog voor maar zijn zeldzaam. Daarnaast vindt men ook de Afghaanse vos, de jakhals, dassen, mangoesten en de Arabische luipaard. De wadi is ook een ideaal habitat voor de Nubische steenbok, het aantal dieren was door overbejaging de laatste jaren sterk geslonken, maar de “Royal Society for the Conservation of Nature” heeft een kweekprogramma opgezet om de populatie te herstellen.